# Holomelina treatii
Holomelina treatii är en fjärilsart som beskrevs av Augustus Radcliffe Grote 1865. Holomelina treatii ingår i släktet Holomelina och familjen björnspinnare. Inga underarter finns listade i Catalogue of Life.